# Ludwik Walezjusz
Ludwik de Valois (ur. 22 stycznia 1397, zm. 18 grudnia 1415) – delfin Francji i książę Gujenny, syn króla Francji Karola VI Szalonego i Izabeli Wittelsbach, córki Stefana III, księcia Bawarii.
Miał dwóch starszych braci, którzy zmarli w dzieciństwie – obaj mieli na imię Karol. Po śmierci drugiego z nich w 1401 r. Ludwik został następcą tronu Francji i otrzymał tytuł delfina. Został też mianowany księciem Gujenny. W 1412 r. poślubił Małgorzatę (1393 – 3 stycznia/2 lutego 1441), córkę księcia Burgundii Jana bez Trwogi i Małgorzaty, córki Albrechta I, księcia Bawarii. Małżonkowie nie mieli razem dzieci. Ludwik zmarł w 1415 r. a kolejnym delfinem został jego młodszy brat, Jan.
Ludwik występuje (jako „Delfin”) w sztuce Williama Shakespeare'a Henryk V, jak również w obu kinowych adaptacjach tej sztuki, gdzie w postać Ludwika wcielili się Max Adrian (wersja z 1944 r. w reżyserii Laurence'a Oliviera) i Michael Maloney (wersja z 1989 r. w reżyserii Kennetha Branagha).